# Llista d'alcaldes de l'Ametlla del Vallès
Llista d'alcaldes de l'Ametlla del Vallès:
- Josep Xammar (1864)
- Josep Maria Draper i Giroud (1897 - 1902)
- Sebastià Bassa i Barbany (1902 - 1916)
- Genís Viaplana i Valls (1916 - 1922)
- Ramon Riera i Morera (1922 - 1923)
- Joan Soler i Partegàs (1923 - 1924)
- Jaume Donadeu i Serra (1924 - 1929)
- Ramon Riera i Morera (1929 - 1930)
- Miquel Blancher i Riera (1930 - 1933)
- Joan Plumé i Bosch (1933 - 1934)
- Miquel Blancher i Riera (1934 - 1936)
- Joan Plumé i Bosch (1936 - 1939)
- Francesc Muntañola i Puig (1939 - 1939)
- Manuel Sitjas i Torras (1939 - 1939)
- Josep Partegàs i Forcada (1939 - 1943)
- Jaume Manent i Girbau (1943 - 1953)
- Joan Lluch i Viaplana (1953 - 1962)
- Josep Feliubadaló i Ferrer (1962 - 1965)
- Josep Maria Partegàs i Suari (1965 - 1974)
- Daniel Draper i Vidal (1974 - 1974)
- Josep Aymerich i Cortillas (1974 - 1979)
- Isidor Samper i Segura (1979 - 1987)
- Josep Garcia i Martínez (1987 - 1997)
- Albert Palay i Vallespinós (1997 - 1998)
- Joan Pratdesaba i Rodas (1998 - 1999)
- Albert Palay i Vallespinós (1999 - 2003)
- Jordi Pousa i Engroñat (2003 - 2010)
- Maria Àngels Cabello i Jodar (2010 - 2011)
- Andreu Gonzalez Gil (2011 - 2019)
- Pep Moret i Tanyà (2019 - 2023)
- Jan Santaló i Lloret (2023 -)